# Womanhandled
Womanhandled is een Amerikaanse filmkomedie uit 1925 onder regie van Gregory La Cava.

## Verhaal
Bill Dane is een rijke jongeman uit de New Yorkse beau monde. Hij redt een jongetje, dat in een vijver in het park is gevallen. Molly Martin, de nicht van de jongen, is aanvankelijk onder de indruk van Bill. Later gaat ze denken dat hij een watje is, zoals alle mannen aan de Amerikaanse oostkust. Bill trekt naar het Wilde Westen om Molly te imponeren.

## Rolverdeling
| Acteur          | Personage    |
| --------------- | ------------ |
| Richard Dix     | Bill Dana    |
| Esther Ralston  | Molly Martin |
| Edmund Breese   | Oom Lester   |
| Cora Williams   | Tante Clara  |
| Olive Tell      | Lucy Chatham |
| Margaret Morris | Iris Vale    |
| Tammany Young   | Spike        |
| Eli Nadel       | The Pest     |
| Basset Blakely  | Cow Hand     |